# بيلي سوليفان جونيور
بيلي سوليفان جونيور (بالإنجليزية: Billy Sullivan Jr.)‏ هو لاعب كرة قاعدة أمريكي، ولد في 23 أكتوبر 1910 في شيكاغو في الولايات المتحدة، وتوفي في 4 يناير 1994 في ساراسوتا في الولايات المتحدة.

## وصلات خارجية
- بيلي سوليفان جونيور على موقع دوري كرة القاعدة الرئيسي (الإنجليزية)
- بيلي سوليفان جونيور على موقعبيزبول رفرنس.كوم (الدوري الرئيسي) (الإنجليزية)
- بيلي سوليفان جونيور على موقعبيزبول رفرنس.كوم (الدوري الثانوي) (الإنجليزية)